# Colin Mochrie
Colin Andrew Mochrie (ur. 30 listopada 1957) – szkocko-kanadyjski aktor i komik specjalizujący się w improwizacji.

## Życiorys
Urodził się w Kilmarnock (Szkocja), w 1964 przeniósł się z rodziną do Kanady. Ukończył z wyróżnieniem Killarney Secondary School w Vancouver w 1975. Jest wychowankiem pochodzącego z Toronto kabaretu Second City, dla którego pisał teksty. Wystąpił w trzech produkcjach oraz reżyserował trzy sezony ich krajowych występów.
Przez 9 lat występował okazyjnie na brytyjskim kanale Channel 4 w improwizowanym programie Whose Line Is It Anyway?, a następnie wystąpił we wszystkich odcinkach amerykańskiej wersji programu na kanale ABC, prowadzonej przez Drew Careya. Współuczestnicy programu często drwili z jego łysiny, m.in. opowiadając dowcipy o łysych. W tym samym czasie występował w kanadyjskich serialach komediowych Blackfly i Supertown Challenge. Występował również w programach This Hour Has 22 Minutes (2001–2003), Drew Carey's Green Screen Show (2004) i Getting Along Famously (2006).
Mochrie wystąpił gościnnie w trzech odcinkach serialu komediowego The Drew Carey Show: She's Gotta Have It (1999), Drew Live (1999), i Drew Live II (2000). Pojawił się również w programie stacji Nickelodeon – Figure It Out oraz w jednym odcinku Goosebumps.
Znany jest z naśladowania takich osób jak: Peter Graves, pułkownik Klink oraz prezenter CBC Peter Mansbridge.
Zagrał również mniej znaczącą rolę kustosza muzeum w filmie The Tuxedo (2002).
W 2003, po wykryciu w Toronto przypadków zachorowań na SARS, wziął udział wraz z Lesliem Nielsenem, Wayne’em Gretzkym i Royem Halladayem w kampanii zachęcającej do odwiedzin miasta.
W maju 2004 prowadził na kanale Animal Planet ironiczny poradnik Wild Survival Guide, uczący jak przeżyć ataki dzikich zwierząt. Wspierał również organizację Habitat for Humanity. Pojawił się w programie The Tonight Show with Jay Leno jako "superbohater" – Zbyt Wrażliwy Człowiek. Był też gościem programu Distinguished Artists.
Wraz z Bradem Sherwood jeździ po Stanach Zjednoczonych i Kanadzie odgrywając klasyczne improwizatorskie gry znane z programu Whose Line. Czasami występuje wspólnie z innymi byłymi gwiazdami programu Whose Line na pokazach Improv Allstar. Mochrie gościnnie wystąpił również w dwóch odcinkach The Red Green Show jako Frank Kepke, specjalista od hot-dogów i parówek.
Wraz z Rosie O’Donnell występuje w nagraniu wprowadzającym do "wycieczki po piekarnictwie" w Disney's California Adventure Park. W nagraniu stara się wyjaśnić m.in. w jaki sposób powstaje zakwas chlebowy. 25 grudnia 2005 miała miejsce na antenie CBC premiera filmu The Magical Gathering, w których wystąpił Mochrie oraz jego syn Luke. W lutym 2007 wystąpił gościnnie jako ksiądz w kanadyjskim serialu komediowym Little Mosque on the Prairie.
8 marca 2007 wraz z Bradem Sherwood poprowadził program Press Correspondents' Dinner with the President, w którym m.in. zachęcili doradcę prezydenta George’a Busha, Karla Rove, do rapowania. W październiku 2007 został głównym prowadzącym teleturniej Are You Smarter Than a Canadian 5th Grader?.
Wizerunek Colina Mochrie jest często wykorzystywany przez internautów do różnego rodzaju animacji flash. Sam Mochrie przyznał w wywiadzie, że był bardzo zaskoczony po raz pierwszy spotykając się z takimi animacjami, ale jest dumny ze swojego udziału w tego typu inicjatywie.

## Nagrody
Colin Mochrie był pięć razy nominowany do Canadian Comedy Awards, wygrywając dwa razy. Wygrał również Gemini Award oraz Writers Guild of Canada Award za program This Hour Has 22 Minutes.

## Życie prywatne
W 1989 ożenił się z Debrą McGrath. Mają jedną córkę o imieniu Kinley (przyszła na świat w 1990 jako Luke). Jest bliskim przyjacielem Ryana Stilesa, którego poznał w kabarecie Second City.